# Culcua kovaci
Culcua kovaci är en tvåvingeart som beskrevs av Rozkosny och Kozanek 2007. Culcua kovaci ingår i släktet Culcua och familjen vapenflugor.
Artens utbredningsområde är Thailand. Inga underarter finns listade i Catalogue of Life.